# Jeorjos Papakonstandinu
Jeorjos Papakonstandinu, gr. Γεώργιος Παπακωνσταντίνου (ur. 30 października 1961 w Atenach) – grecki polityk i ekonomista, od 2009 do 2011 minister finansów, następnie do 2012 minister środowiska, energii i zmiany klimatycznej.

## Życiorys
Z wykształcenia ekonomista, kształcił się m.in. w London School of Economics i na New York University. Doktoryzował się w dziedzinie ekonomii.
Przez dziesięć lat pracował w administracji Organizacji Współpracy Gospodarczej i Rozwoju. Od 1998 był kolejno doradcą premiera Kostasa Simitisa, specjalnym sekretarzem w Ministerstwie Finansów i doradcą w Ministerstwie Gospodarki. W 2004 został doradcą przewodniczącego Panhelleńskiego Ruchu Socjalistycznego. W 2007 został wybrany w skład Parlamentu Hellenów.
W wyborach w czerwcu 2009 uzyskał mandat deputowanego do Parlamentu Europejskiego z ramienia PASOK-u. Przystąpił do grupy socjalistycznej, a także do Komisji Gospodarczej i Monetarnej.
Z Europarlamentu odszedł w październiku 2009, w związku z objęciem urzędu ministra finansów w nowo powołanym rządzie Jorgosa Papandreu. W czerwcu 2011 został odwołany, objął w tym samym gabinecie stanowisko ministra środowiska. Utrzymał je także w utworzonym w listopadzie tego samego roku rządzie Lukasa Papadimosa, funkcję tę pełnił do maja 2012.
W 2013 po przeprowadzeniu parlamentarnego śledztwa został oskarżony o ukrycie i sfałszowanie treści tzw. listy Lagarde, przekazanej przez francuski rząd listy ponad 2 tys. greckich osób fizycznych, transferujących duże kwoty do banku HSBC w Szwajcarii, na której znajdowali się również członkowie rodziny polityka. W toku śledztwa prokurator zastosował wobec niego dozór policji i poręczenie majątkowe. W 2015 został skazany w tej sprawie na karę pozbawienia wolności z warunkowym zawieszeniem jej wykonania.